# أفالوكيتسافارا

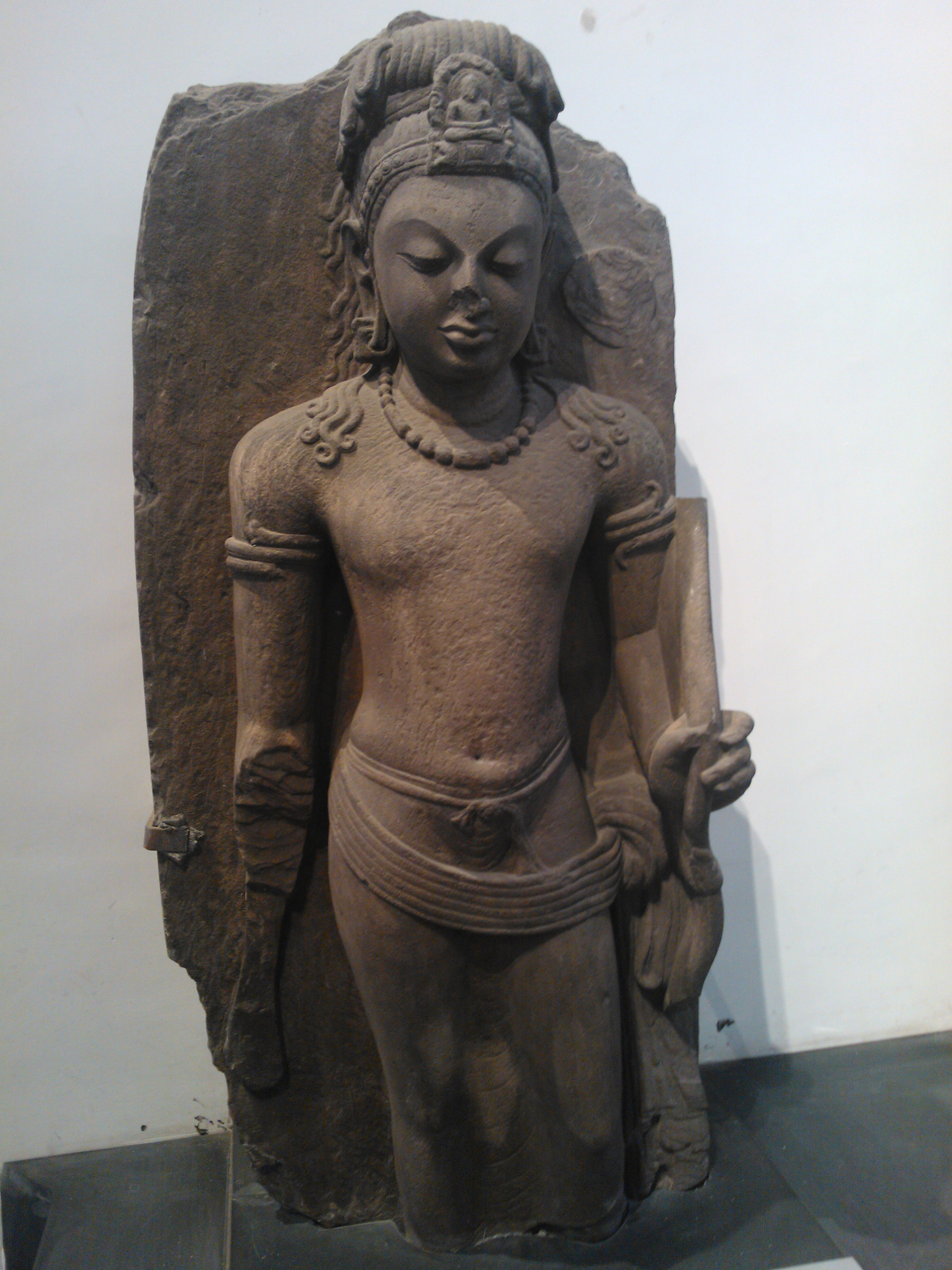

أفالوكيتسافارا (Avalokiteśvara) (لغة سنسكريتية: अवलोकितेश्वर lit. «الملك المتعالي») هو بوداسف الذي يجسد الشفقة لجميع البوذيين. وتم تصويره في مختلف الثقافات إما ذكرًا أو أنثى، ويعد أفالوكيتسافارا واحدًا من أكثر البوداسف تقديرًا على نطاق واسع في التيار الرئيسي لـماهايانا البوذية، كما هو الحال بصورة غير رسمية في البوذية.
كان الاسم الأصلي لهذا البوداسف أفالوكيتاسفارا (Avalokitasvara). واسم أفالوكيتاسفارا في اللغة الصينية هو بوذا جوانين (Guānshìyīn)  (觀世音菩薩)، وهو ترجمة لاسم قديم «أفالوكيتاسفارا بوداسف.» ويتم تصويره بنسب مختلفة على أنه ذكر أو أنثى، ويمكن أيضًا أن يشار إليه على أنه جوانين.
يشار إليه في اللغة السنسكريتية على أنه بادنباني («حامل زهرة اللوتس») أو لوكيسفارا («ملك العالم»). ومعروف في اللغة التبتيينية على أنه جينرايزينج، སྤྱན་རས་གཟིགས་ (ويلي: سبيان رأس جزيجز (spyan ras gzigs) ويقال أنه يجسد دالاي لاما (Dalai Lama), كارمابا (Karmapa) ولاما أخرى.